# 吳守寀
吳守寀（1613年1月15日—1686年12月3日），字其凝，號含貞，南直隸常州府武進縣籍，宜興縣北渠里人，清朝政治人物。

## 生平
吳守寀是順治三年（1646年）丙戌科江南鄉試第六十五名舉人，四年（1647年）丁亥科進士。工部觀政，授房山知縣，廉潔有為，不畏權貴，得房山士人懷念，五年（1652年）調金谿知縣，訓練鄉勇防禦土寇保障地方，興建明倫堂教育士子，給與糧食，又革絕火耗，省刑薄賦，民困復蘇，因過失去職，不久獲薦補杞縣知縣，將驛馬送歸官廄，墾地七千八百餘頃，擢行人司行人，康熙八年（1669年）任山西鄉試副考官，歷任戶部山東司主事、員外郎，負責監督寶泉局，陞刑部貴州司郎中，出為瑞州府知府，掌南贛道印，有治聲。

## 家族
高祖吳性，嘉靖十四年進士；曾祖吳中行，隆慶五年進士；祖父吳玄，萬曆二十六年進士；父吳我思，庠生，贈中憲大夫、瑞州府知府。前母毛氏；母贈太恭人盛氏，長寧縣知縣盛時傑女。兄吳守官，弟吳守寅、吳守宸、吳守宁、吳守宰、吳守賓、吳守寧、吳守宏。正室贈恭人金壇尹氏；繼室贈恭人劉氏、贈宜人賀氏、贈太孺人汪氏。子吳道立、吳邇立（貢生）、吳遠立、吳正立。

## 引用
1. 1 2  光緒《武進陽湖縣志·卷二十四·人物志》：吳守寀，字其凝，順治丁亥進士，授房山令，五閱月有殊績，以才堪治劇改授江西金谿令，時金邑餘醜未靖，守寀嚴保甲、練鄉勇，盜悉解散，民安農桑，復葺學舍，親校課品其甲乙，諸生前後登科第為合省冠，五載詿誤去，尋以薦補河南杞縣，杞故衝要，驛馬散牧為民病，守寀悉命歸官廄，墾地七千八百餘頃，民食以饒，以卓異擢行人，厯知江西瑞州府，治行廉平，人比之潁川渤海云。
2. 1 2  《順治四年丁亥科進士三代履歷》：吳守寀，高祖性，嘉靖乙未進士，尚寶司丞，贈少傅、大學□【士】；曾祖□【中】行，隆慶辛未會魁，翰林學士，贈禮部侍郎；祖玄，萬曆戊戌進士，湖廣布政使司右布政使；父我思，庠生。含貞，書三房，壬戌年十一月二十五日生，武進縣籍，宜興縣人，丙戌六十五名，會試二百十五名，三甲一百名，工部觀政，授順天房山知縣，戊子調江西金谿知縣。
3. ↑  民國《房山縣志·卷四·政治志》：吳守寀，清江南武進人，進士，廉潔有為，不畏權貴，愛人以德，人士懷思。
4. ↑  同治《金谿縣志·卷十六·名宦》：吳守寀，字含貞，江蘇武進人，初任房山令，調繁金谿，時草澤餘孽未絕，守寀團練鄉勇保障地方，見學宮頽圯捐貲修理，建明倫堂，月課士子給其廪餼，又除絕戶草火耗，省刑薄賦，民困復蘇。
5. ↑  《清聖祖仁皇帝實錄·卷之三十》：（康熙八年七月壬子）內國史院編修周弘為山西鄉試正考官，行人司行人吳守寀為副考官。
6. 1 2  光緒《北渠吳氏族譜》·卷四上·世表：守寀 行三，字其凝，號含貞，順治丙戌舉人，丁亥進士，歷任順天房山縣知縣，江西金谿縣知縣，河南杞縣知縣，薦舉卓異賜蟒服，陞行人司行人加二級，頒詔七省，康熙己酉山西主考，陞戶部山東司主事、員外郎，監督寶泉局，陞刑部貴州司郎中、江西瑞州府知府，掌南贛道印，誥授中憲大夫。娶金壇尹氏，繼娶劉氏，俱累贈宜人，加贈恭人，又繼娶賀氏，例贈宜人，又繼娶汪氏，敕贈太孺人。男四，道立尹出，邇立、遠立、正立俱汪出，女一，適無錫陳靜、汪出。生萬厯壬子閏十一月二十五日午時，卒康熙丙寅十月十八日巳時，壽七十五歲，與汪合葬三橋頭下萊菴西，尹、劉、賀三位葬北郭森墅，公以廉謹稱，詳見郡志。
7. ↑  光緒《北渠吳氏族譜·卷三·世表》：我思 行四，字毋我，號毅哉，庠監生，敕封文林郎，累贈中憲大夫、江西瑞州府知府，娶毛氏，繼娶靖江盛氏，廣東長寧縣知縣諱時傑女，敕封太安人，累贈太恭人，壽七十有七。男九，守官毛出，守寀、守寅、守宸、守宁、守宰、守賓、守寧、守宏俱盛出……